# 제1대 클래런던 백작 에드워드 하이드
에드워드 하이드(Edward Hyde, 1st Earl of Clarendon, 1609년~ 1674년)은 잉글랜드 왕국의 정치인, 역사가이다. 딸은 요크 공작부인 앤 하이드로서 제임스 2세가 요크 공작 시절에 부부였으므로 한때 제임스 2세의 장인이었으며 메리 2세와 앤 여왕의 외조부이다.

## 생애
장기 의회에서 왕당파가 되어 재무상·추밀원 의원 등을 지냈다. 청교도 혁명이 일어나 왕당파가 불리해지자, 1645년 찰스 황태자(찰스 2세)를 따라 프랑스에 망명하여, 《영국의 반란과 내란의 역사》를 쓰면서 왕정 복고에 노력하였다. 왕정 복고 후 정치 지도자로서 국교주의를 중심으로 하여 통일법·자치제법·집회법 등 이른바 '클래런던 법전'을 차례로 개정하였다. 그 후 영국·네덜란드 전쟁에 패한 책임을 지고 프랑스 루앙으로 망명하여 그곳에서 죽었다.

## 같이 보기
- 크리스토퍼 힐 (1912년)

## 참고
| 전임 (창설) | 잉글랜드의 클래런던 백작 1661년 - 1674년 | 후임 헨리 하이드 |

| 전임 (창설) | 잉글랜드의 하이드 남작 1660년 - 1674년 | 후임 헨리 하이드 |